# Mark Felt
William Mark Felt (ur. 17 sierpnia 1913 w Twin Falls, zm. 18 grudnia 2008 w Santa Rosa) – amerykański prawnik, zastępca dyrektora FBI.
W trakcie afery Watergate był on źródłem informacji zwanym „Głębokie Gardło”. W maju 2005 ujawnił ten fakt magazynowi „Vanity Fair”.